# Festuca richardsonii
Festuca richardsonii là một loài thực vật có hoa trong họ Hòa thảo. Loài này được Hook. mô tả khoa học đầu tiên năm 1840.